# تپه قوشا تپه سی
تپه قوشا تپه سی مربوط به دوره اشکانیان - دوره ساسانیان است و در شهرستان اردبیل، بخش مرکزی، دهستان شرقی، روستای پیره سحران واقع شده و این اثر در تاریخ ۲۷ بهمن ۱۳۸۷ با شمارهٔ ثبت ۲۴۵۲۷ به‌عنوان یکی از آثار ملی ایران به ثبت رسیده است.